# 環状オゾン
環状オゾン（かんじょうオゾン、英: cyclic ozone）は、理論的に予測された環状のオゾンである。通常のオゾン O3 と同様に3つの酸素原子をもつが、通常のオゾンと環状オゾンは結合様式が異なる。通常のオゾンでは原子は折れ線形に配列しており、環状オゾンでは正三角形に配列している。
環状オゾンのいくつかの性質が理論的に予測され、通常のオゾンより高いエネルギーをもつことが分かっている。
空気中の酸化マグネシウムの結晶の表面において、ごくわずかな量の環状オゾンが存在する証拠が報告された。少なくとも1人の研究者がレーザーを使って環状オゾンを合成しようとしたが、大量には得られなかった。
もし環状オゾンを大量につくることができ、それがよい安定性を持っていれば、液体酸素に添加することでロケット燃料の推進力を改善することができると推測されている。